# Jaromír Tarabus

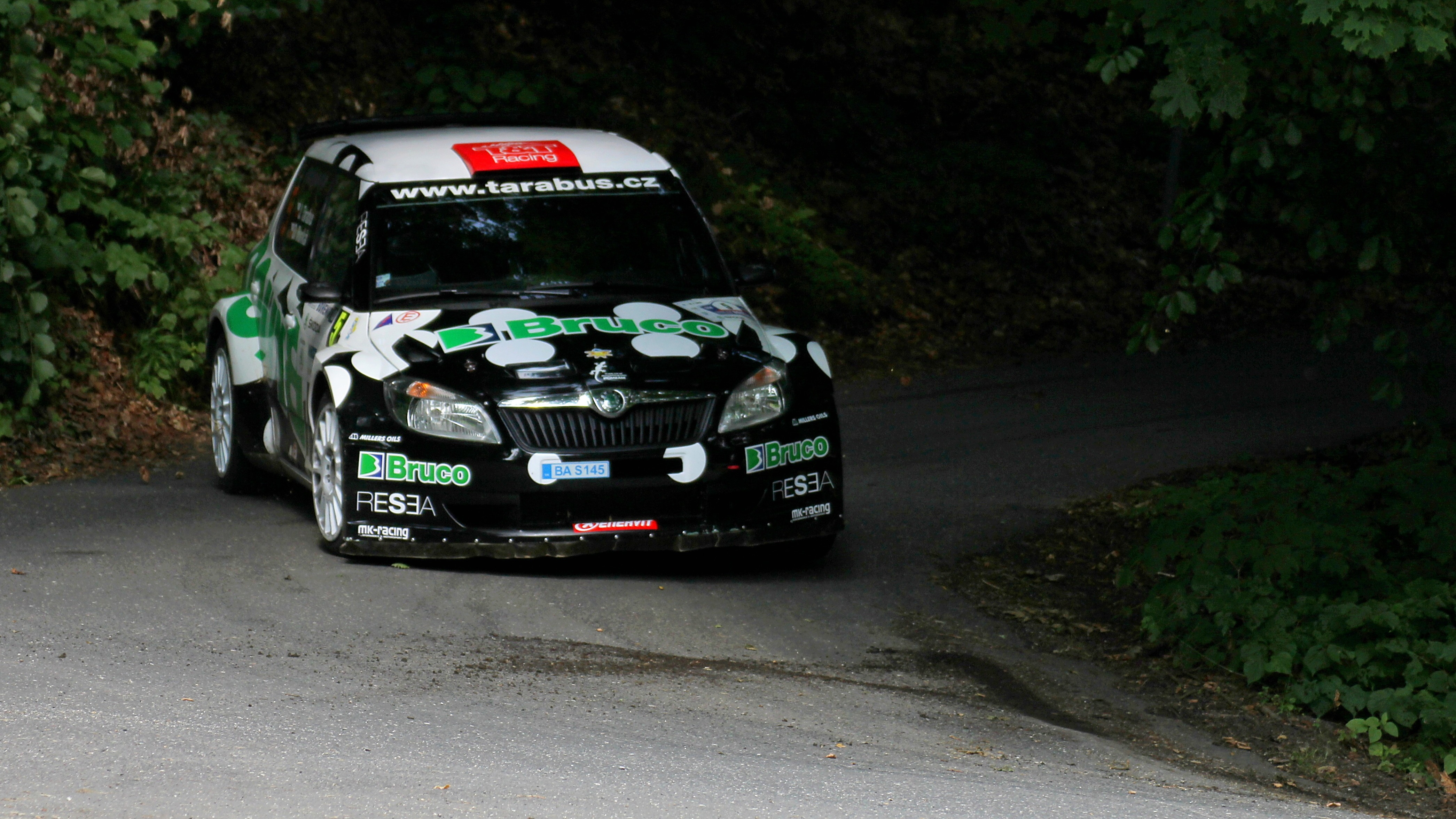
Tarabus na Rally Bohemia 2013 (MMČR)

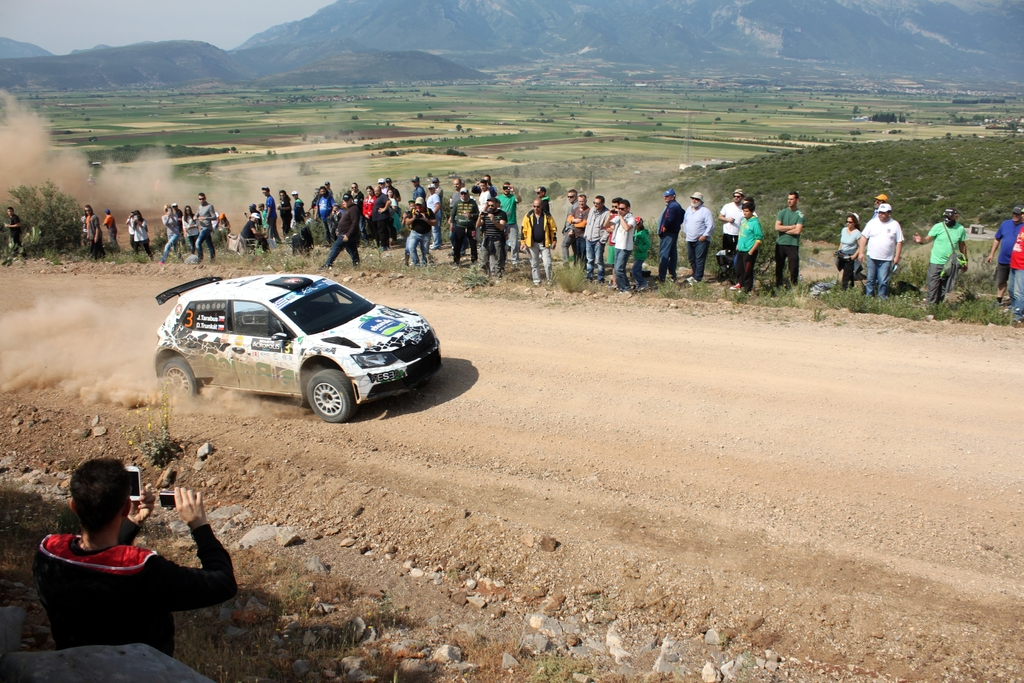
Tarabus na Seajets Acropolis Rally 2016 (ERC)

Jaromír Tarabus (* 21. března 1977 Zlín) je český automobilový jezdec rallye. Třikrát obsadil třetí místo v Mistrovství České republiky v rallye, a to v letech 2010, 2012 a 2013. Další tituly získal ve třídě N v roce 2006, ve třídě N2 v 2001, 2003, 2005 a ve třídě N1 v roce 2000. V letech 2008 a 2009 závodil ve World Rally Championship-3.
Jeho spolujezdci byli v letech 2006-2010 a 2012-2013 Daniel Trunkát (narozen také 21. března 1971). Daniel Trunkát také působil jako hlavní manažer týmu (2006-2013). Posádka Tarabus-Trunkát je také známá jako "T&T".
V letech 2000-2004 byl jeho spolujezdcem Igor Norek (narozen 26. listopadu 1977), v roce 2005 pak Václav Vorel.

## Výsledky

### WRC
| Rok  | Tým            | Vůz                            | 1   | 2      | 3   | 4       | 5   | 6   | 7   | 8   | 9   | 10  | 11  | 12  | 13  | 14  | 15     | WDC | Points |
| ---- | -------------- | ------------------------------ | --- | ------ | --- | ------- | --- | --- | --- | --- | --- | --- | --- | --- | --- | --- | ------ | --- | ------ |
| 2008 | Motoring Club  | Fiat Abarth Grande Punto S2000 | MON | SWE    | MEX | ARG     | JOR | ITA | GRE | TUR | FIN | GER | NZL | ESP | FRA | JPN | GBR 21 | -   | 0      |
| 2009 | JM Engineering | Fiat Abarth Grande Punto S2000 | IRE | NOR 19 | CYP | POR Ret | ARG | ITA | GRC | POL | FIN | AUS | ESP | GBR |     |     |        | -   | 0      |

### PWRC
| Rok  | Tým            | Vůz                            | 1     | 2   | 3       | 4   | 5   | 6   | 7   | 8     | PWRC      | Body |
| ---- | -------------- | ------------------------------ | ----- | --- | ------- | --- | --- | --- | --- | ----- | --------- | ---- |
| 2008 | Motoring Club  | Fiat Abarth Grande Punto S2000 | SWE   | ARG | GRE     | TUR | FIN | NZL | JPN | GBR 5 | 22. místo | 4    |
| 2009 | JM Engineering | Fiat Abarth Grande Punto S2000 | NOR 6 | CYP | POR Ret | ARG | ITA | GRE | AUS | GBR   | 21. místo | 3    |

### IRC
| Rok  | Tým                     | Vůz                            | 1   | 2   | 3   | 4   | 5   | 6       | 7      | 8       | 9      | 10  | 11  | 12    | 13  | Umístění  | Body |
| ---- | ----------------------- | ------------------------------ | --- | --- | --- | --- | --- | ------- | ------ | ------- | ------ | --- | --- | ----- | --- | --------- | ---- |
| 2008 | AK Rallysport Brno o.s. | Fiat Abarth Grande Punto S2000 | TUR | POR | BEL | RUS | POR | CZE Ret | ESP    | ITA     | SWI    | CHI |     |       |     | -         | 0    |
| 2009 | AK Rallysport Brno o.s. | Fiat Abarth Grande Punto S2000 | MON | BRA | KEN | POR | BEL | RUS     | POR    | CZE Ret | ESP    | ITA | SCO |       |     | -         | 0    |
| 2010 | Czech Ford Rally Team   | Ford Fiesta S2000              | MON | BRA | ARG | CAN | ITA | BEL     | AZO    | MAD     | CZE 8  | ITA | SCO | CYP 4 |     | 16. místo | 6    |
| 2011 | AK Rallysport Brno o.s. | Mitsubishi Lancer Evo IX       | MON | CAN | COR | YAL | YPR | AZO     | ZLI 23 | MEC     |        |     |     |       |     | -         | 0    |
| 2011 | Impromat Motorsport     | Škoda Fabia R2                 |     |     |     |     |     |         |        |         | SAN 30 | SCO | CYP |       |     | -         | 0    |
| 2012 | AK Rallysport Brno o.s. | Škoda Fabia S2000              | AZO | CAN | IRL | COR | MEC | YPR     | SMR    | ROM     | ZLI 4  | YAL | SLI | SAN   | CYP | 33. místo | 12   |

### European Rally Championship (ERC)
| Rok   | Tým                     | Vůz               | 1     | 2       | 3     | 4   | 5     | 6       | 7       | 8       | 9     | 10  | 11      | 12    | ERC       | Body |
| ----- | ----------------------- | ----------------- | ----- | ------- | ----- | --- | ----- | ------- | ------- | ------- | ----- | --- | ------- | ----- | --------- | ---- |
| 2013  | AK Rallysport Brno o.s. | Škoda Fabia S2000 | AUT 9 | LAT     | ESP   | POR | FRA   | BEL     | ROM     | CZE 3   | POL   | CRO | ITA     | SWI   | 15. místo | 25   |
| 2014* | Czech National Team     | Škoda Fabia S2000 | JÄN 5 | LIE Ret | GRE 9 | IRE | AZO   | YPR     | EST 11  | CZE 5   | CYP   | ROM | VAL Ret | COR 8 | 12. místo | 41   |
| 2015  | T&T Czech National Team | Škoda Fabia S2000 | JÄN 4 | LIE     | IRE 8 | AZO | YPR 7 | EST     |         | CYP 4   | GRE 4 | VAL |         |       | 5. místo  | 75   |
| 2015  | T&T Czech National Team | Škoda Fabia R5    |       |         |       |     |       |         | CZE Ret |         |       |     |         |       | 5. místo  | 75   |
| 2016  | T&T Czech National Team | Škoda Fabia R5    | CAN   | IRE Ret | GRE 3 | AZO | YPR 7 | EST Ret | POL     | CZE Ret | CYP   |     |         |       | 12. místo | 36   |
| 2017  | Jaromír Tarabus         | Škoda Fabia S2000 | AZO   | CAN     | ACR   | CYP | POL   | CZE 16  | RMC     | LIE     |       |     |         |       | -         | 0    |
| 2018  | Rufa Sport              | Škoda Fabia R5    | AZO   | CAN     | ACR   | CYP | RMC   | CZE 7   | POL     | LIE     |       |     |         |       | 25. místo | 12   |
| 2019  | Keane Motorsport        | Škoda Fabia R5    | AZO   | CAN     | LIE   | POL | RMC   | CZE 7   | CYP     | HUN     |       |     |         |       | 30. místo | 7b   |

### MMČR v Rallye
| Rok  | Tým                     | Vůz                            | 1       | 2       | 3       | 4       | 5       | 6       | 7       | 8       | 9       | 10  | 11  | MMČR                       | Body      |
| ---- | ----------------------- | ------------------------------ | ------- | ------- | ------- | ------- | ------- | ------- | ------- | ------- | ------- | --- | --- | -------------------------- | --------- |
| 1999 | Jaromír Tarabus         | Škoda Favorit 136L             | ŠUM     | LIB     | ÚSL     | KRU     | VYŠ     | BOH     | BAR Ret | AGR     | VAL     | HOR | PŘÍ | -                          | 0         |
| 2001 | AK Saco Motorsport      | Honda Civic VTi                | ŠUM     | VAL     | KRU     | BOH     | BAR 29  | PŘÍ     | TŘE     |         |         |     |     | -                          | 0         |
| 2002 | Motocar Sport-Club      | Honda Civic VTi                | ŠUM 18  | VAL 38  | KRU Ret | BOH 40  | BAR Ret | PŘÍ 27  | TŘE 24  |         |         |     |     | - (2ndN2)                  | 0         |
| 2003 | AK Rallysport Příluky   | Honda Civic VTi                | ŠUM 26  | VAL 25  | KRU 38  | BOH 37  | BAR 21  | PŘÍ 32  | TŘE 25  |         |         |     |     | - (1stN2)                  | 0         |
| 2004 | AK Rallysport Příluky   | Honda Civic VTi                | JÄN     | ŠUM 29  | TAT 34  | KRU 26  | BOH 54  | BAR 22  | PŘÍ Ret | TŘE Ret |         |     |     | - (3. místo Gr.N1)         | 0         |
| 2005 | AK Rallysport Příluky   | Honda Civic VTi                | JÄN     | ŠUM 22  | VAL 38  | TAT 30  | KRU 16  | BOH 29  | BAR 24  | PŘÍ 40  | TŘE     |     |     | 45. místo (1. místo Gr.N1) | 4         |
| 2006 | AK Rallysport Příluky   | Honda Civic VTi                | JÄN 18  | ŠUM 17  | TAT 23  | KRU 17  | BOH 26  | BAR 22  |         |         |         |     |     | - (1. místo Gr N1)         | 22(10thA) |
| 2006 | AK Rallysport Příluky   | Suzuki Ignis S1600             |         |         |         |         |         |         | TŘE 7   | PŘÍ     |         |     |     | - (1. místo Gr N1)         | 22(10thA) |
| 2007 | AK Rallysport Příluky   | Suzuki Ignis S1600             | JÄN 11  | ŠUM Ret | KRU 11  | BOH 5   |         |         |         |         |         |     |     | 10 (2ndA)                  | 31        |
| 2007 | AK Rallysport Příluky   | Suzuki Swift S1600             |         |         |         |         | HOR 7   | BAR Ret | PŘÍ     |         |         |     |     | 10 (2ndA)                  | 31        |
| 2008 | AK Rallysport Brno o.s. | Fiat Abarth Grande Punto S2000 | JÄN Ret | VAL 11  | ŠUM     | KRU     | HUS     | TŘE 6   | BOH 3   | BAR Ret | PŘÍ Ret |     |     | 10. místo                  | 44        |
| 2009 | AK Rallysport Brno o.s. | Fiat Abarth Grande Punto S2000 | VAL 19  | ŠUM 5   | KRU 3   | HUS Ret | BAR Ret | PŘÍ 2   | BOH 4   |         |         |     |     | 5. místo                   | 90        |
| 2010 | Czech Ford Rally Team   | Ford Fiesta S2000              | VAL 3   | ŠUM 3   | KRU 4   | HUS 4   |         | BAR 3   | PŘÍ 1   |         |         |     |     | 3. místo                   | 103       |
| 2010 | Czech Ford Rally Team   | Škoda Fabia S2000              |         |         |         |         | BOH 5   |         |         |         |         |     |     | 3. místo                   | 103       |
| 2011 | Impromat Motorsport     | Škoda Fabia R2                 | VAL Ret | ŠUM     | KRU     | HUS     | BOH 5   |         |         |         |         |     |     | 16th                       | 21        |
| 2011 | AK Rallysport Brno o.s. | Mitsubishi Lancer Evo IX       |         |         |         |         |         | BAR 9   | PŘÍ     |         |         |     |     | 16th                       | 21        |
| 2012 | AK Rallysport Brno o.s. | Škoda Fabia S2000              | JÄN     | VAL 4   | ŠUM 3   | KRU 4   | HUS 3   | BOH -   | BAR 3   | PŘÍ 1   |         |     |     | 3. místo                   | 172       |
| 2013 | AK Rallysport Brno o.s. | Škoda Fabia S2000              | JÄN 4   | ŠUM 2   | KRU 3   | HUS 3   | BOH 4   | BAR 3   | PŘÍ -   |         |         |     |     | 3. místo                   | 238       |
| 2014 | Czech National Team     | Škoda Fabia R5                 | JÄN 2   | KRU     | ŠUM     | HUS     | BOH     | BAR 4   | PŘÍ     |         |         |     |     | 6th                        | 110       |
| 2015 | T&T Czech National Team | Škoda Fabia S2000              | ŠUM     | KRU     | HUS Ret | BOH     |         |         |         |         |         |     |     | 17. místo                  | 23        |
| 2015 | T&T Czech National Team | Škoda Fabia R5                 |         |         |         |         | BAR Ret | KLA     |         |         |         |     |     | 17. místo                  | 23        |
| 2016 | T&T Czech National Team | Škoda Fabia R5                 | ŠUM     | KRU     | HUS     | BOH     | BAR Ret | PŘÍ     |         |         |         |     |     | 6. místo                   | 129       |
| 2017 | Jaromír Tarabus         | Škoda Fabia S2000              | VAL 9   | ŠUM 6   | KRU 8   | HUS 9   | BOH 9   | BAR 7   | PŘÍ 4   |         |         |     |     | 8. místo                   | 93        |
| 2018 | Jaromír Tarabus         | Škoda Fabia R5                 | VAL 5   | ŠUM 5   | KRU     | HUS 4   | BOH     | BAR 4   | PŘÍ     |         |         |     |     | 7. místo                   | 110       |
| 2019 | Keane Motorsport        | Škoda Fabia R5                 | VAL     | ŠUM     | KRU     | HUS     | BOH     | BAR 4   | PŘÍ     |         |         |     |     | -                          | -         |
| 2021 | T&T Racing              | Peugeot 208 Rally4             | VAL     | ŠUM     | HUS     | BOH     | BAR 30  | PAČ     | KRU     |         |         |     | -   | -                          |           |

### MČR Sprintrally
| Rok  | Tým                     | Vůz                            | 1      | 2      | 3      | 4       | 5      | 6      | 7     | 8     | 9      | MČR-S   | Body |
| ---- | ----------------------- | ------------------------------ | ------ | ------ | ------ | ------- | ------ | ------ | ----- | ----- | ------ | ------- | ---- |
| 2000 | Rally Team Zlín         | Nissan Micra                   | VYS 26 | AKU 25 | HOR 37 | VAL 30  | KOP 26 |        |       |       |        | - 1stN1 | 0    |
| 2001 | Motocarsport Zádveřice  | Honda Civic VTi                | OKR 21 | BRN 30 | PAC 24 | VYS 25  | KOP 17 | SOS 20 |       |       |        | - 1stN2 | 0    |
| 2003 | AK Rallysport Příluky   | Škoda Favorit 136L             | BLO    | VYS    | BRN    | KOP Ret | PAČ    | VYŠ    | SOS   |       |        | -       | 0    |
| 2005 | AK Rallysport Příluky   | Honda Civic VTi                | VYS    | PEL    | TIŠ    | KOP 27  | ÚSL    | PAČ    | VYŠ   | LAB   | VSE 25 | -       | -    |
| 2006 | AK Rallysport Příluky   | Suzuki Ignis S1600             | VYS    | HUS    | TIŠ    | PAČ     | KOP 9  | PEL    | VYŠ   | LAB   | VSE 9  | 22nd    | 17   |
| 2008 | AK Rallysport Brno o.s. | Fiat Abarth Grande Punto S2000 | VYŠ    | LUŽ    | TIŠ    | KOP 2   | PEL    | PRA    | PAČ   | JES   | VSE    | -       | -    |
| 2009 | AK Rallysport Brno o.s. | Fiat Abarth Grande Punto S2000 | LUŽ    | VYS    | KOP 1  | HOR     | KRK    | VYŠ    | JES   | VSE   |        | -       | -    |
| 2010 | AK Rallysport Brno o.s. | Ford Fiesta S2000              | HOR    | LUŽ    | KOP 2  | KRK     | VYS    | PAČ    | VYŠ   | JES   | VSE    | -       | -    |
| 2011 | AK Rallysport Brno o.s. | Fiat Abarth Grande Punto S2000 | LUZ 5  | KOP 3  | KRK R  | VYS R   | PAC 8  | TŘE 3  | JES R | VSE 6 |        | 5th     | 86   |
| 2012 | AK Rallysport Brno o.s. | Škoda Fabia S2000              | VRC    | LUŽ    | KOP 4  | KRK     | KOS    | PAČ    | JES   | VSE   |        | -       | -    |
| 2013 | AK Rallysport Brno o.s. | Škoda Fabia S2000              | VRC    | LUŽ    | KOP 2  | KRK     | KOS    | PAČ    | JES   | VSE   |        | -       | -    |
| 2017 | T&T Racing              | Ford Fiesta R5 Škoda Fabia R5  | KOP 2  | VYŠ 2  | MOS 2  | PAČ 2   | VSE 2  |        |       |       |        | 2.      | 102  |
| 2018 | T&T Racing              | Škoda Fabia R5                 | KOP    | VYŠ    | PAČ 3  | JES     | VSE    |        |       |       |        | -       | -    |
| 2019 | Keane Motorsport        | Škoda Fabia R5                 | KOP 5  | VYŠ 1  | PAČ 2  | JES     | VSE 2  |        |       |       |        | 1.      | 90   |
| 2020 | SK DER Rally Team       | Hyundai NG i20 WRC             | KOP    | PLZ    | PŘÍ    | VAL     | VYŠ 2  | VSE    |       |       |        | -       | -    |
| 2021 | T&T Racing              | Peugeot 208 Rally4             | KOP    | PLZ    | PŘÍ    | FUL     | VYŠ    | MOR    | VSE 6 |       |        | -       | -    |